# Cardinalis

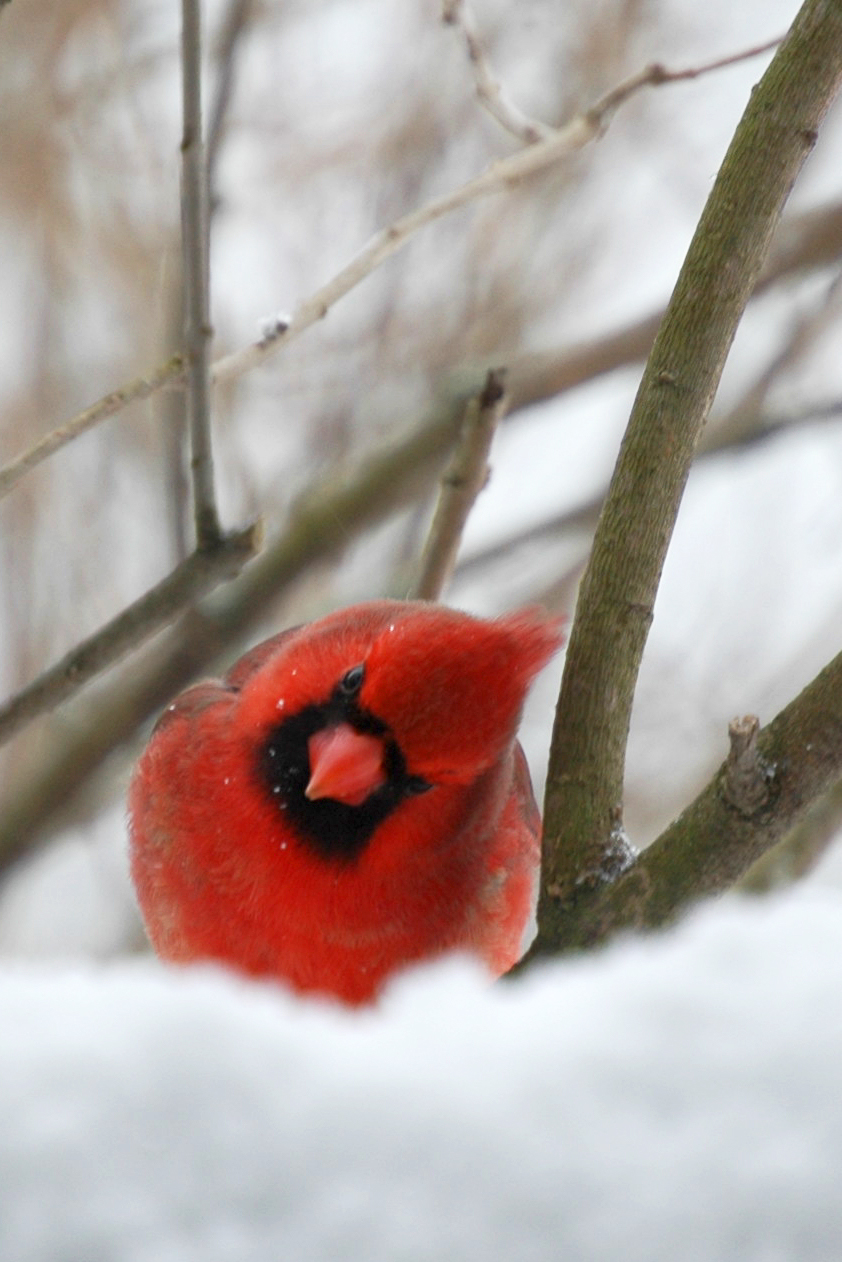
Kardinál červený (Cardinalis cardinalis) v zimě

Kardinál (Cardinalis) je rod amerických pěvců z čeledi kardinálovití. Zahrnuje tři známé druhy:
- kardinál červený (Cardinalis cardinalis)
- kardinál ohnivý (Cardinalis phoeniceus)
- kardinál úzkozobý (Cardinalis sinuatus)